# Кримсько-Кавказька карстова країна
Кримсько-Кавказька карстова країна  (КК) — карстова країна, частиною якої є дві з трьох карстових областей Криму. В її межах зосереджено понад 1700 карстових порожнин, в тому числі 26 найбільших печер і шахт.
Карстові області Криму входять до складу Кримсько-Кавказької карстової країни.
До складу Кримсько-Кавказької карстової країни, крім кавказьких провінцій, входить Кримська гірсько-складчаста карстова провінція (Провінція Гірського Криму) з двома карстовими областями:
- Гірсько-Кримська карстова область (I-A) з районами:
  - Байдарсько-Балаклавський (I-А-1)
  - Ай-Петринський (I-А-2)
  - Ялтинський (I-А-3)
  - Нікітсько-Гурзуфський (I-А-4)
  - Бабуганський (I-А-5)
  - Чатирдагський (I-А-6)
  - Демерджинський (I-А-7)
  - Долгоруковський (I-А-8)
  - Карабійський (I-А-9)
  - Східно-Кримський (I-А-10)
  - Західнопівденнобережний (I-А-11)
  - Східнопівденнобережний (I-А-12)
  - Судакський (I-А-13)
  - Качинсько-Курцовський (I-А-14)
  - Салгирсько-Індольський (I-А-15)
  - Агармишський (I-А-16)

- Передгірна Кримська карстова область (I-Б)
  - Севастопольський (I-Б-1)
  - Бахчисарайський (I-Б-2)
  - Сімферопольський (I-Б-3)
  - Білогірський (I-Б-4)